# 王团镇
王团镇，是中华人民共和国宁夏回族自治区吴忠市同心县下辖的一个乡镇级行政单位。

## 行政区划
王团镇下辖以下地区：
张家湾村、虎家湾村、前红村、东滩村、南村、北村、沟南村、罗家河湾村、联合村、倒墩子村、大沟沿村、阿不条村、张尔水村、虎红湾村、红沟阳洼村、大湾村、黄草岭村、刘家川村、马套子村、圈塘村、堡子掌村、蔡家滩村、吊堡子村、罗台村、新堡村、羊路村、川口村、甘草掌村和圆枣村。